# Orygenizm
Orygenizm - luźny zbiór poglądów wyrażanych przez lub przypisywanych Orygenesowi.
Znajdujemy tu np. negowanie boskości Jezusa, podczas gdy Orygenes twierdził tylko że Chrystus jest emanacją Boga, umiejscowioną w czasie. 
Orygenesowi przypisywano też twierdzenie że umarli po śmierci zachowują wolną wolę i mogą grzeszyć będąc w niebie, mogą też być stamtąd za grzechy usunięci. Orygenes natomiast twierdził, że Szatan pozna w końcu Boga, czyli przyjmie naukę chrześcijańską. Wiedza bowiem i wiara to jedno. Końcem dziejów będzie tzw. apokastaza, czyli zbawienie wszystkich i ich powrót do Boga. 
W końcu twierdzono, że Bóg nie może obejść się bez świata, więc przed obecnym światem były inne, inne też nastąpią po końcu dziejów. Rzeczywiście Orygenes twierdził, że świat jest wieczny, tak jak Bóg.